# Mother Russia
Mother Russia è il primo album in studio del cantautore russo Nikolaj Noskov, pubblicato nel 1995.

## Tracce
1. Best of Best
2. Hope Dies Last
3. Power of Beauty
4. High of Love
5. Mother Russia
6. Romans
7. Reckless
8. Mercy
9. Limit Of Love
10. Hold the Line
11. Dark Horse
12. Miracle
13. Wintry Evening